# Vaitele

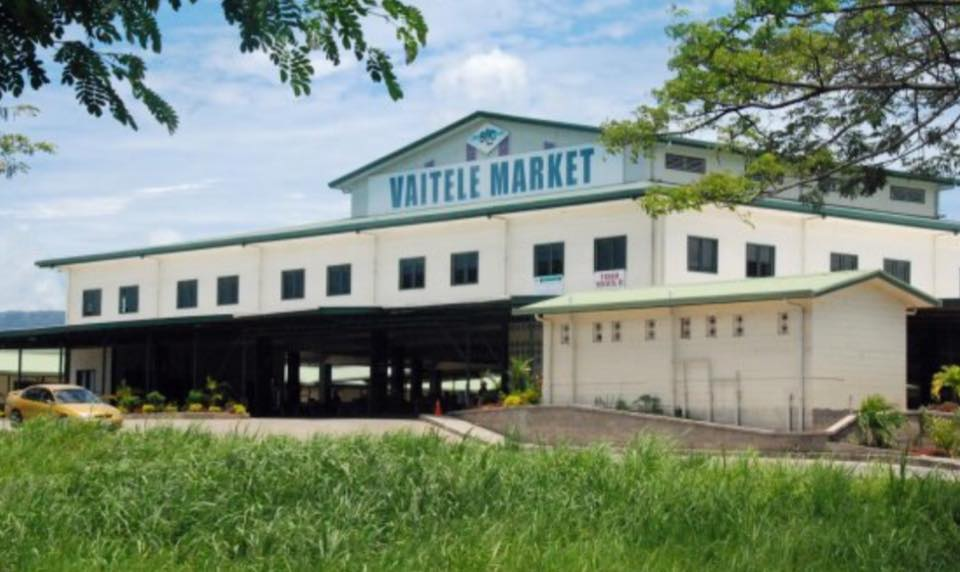
Marktgebäude in Vaitele (2015)

Vaitele ist eine Stadt auf der Insel Upolu in Samoa.

## Geographie
Vaitele liegt zentral an der Nordküste der Insel, im Westen der Hauptstadt Apia und an der Vaiusu Bay. In der Umgebung liegen die Siedlungen Vaigaga, Elisefou, Vaiusu, Talimatau, Vailoa und Emau. In dieser Ballungsregion konzentriert sich Industrie und Wirtschaft. In Zukunft soll ein großes Wohngebiet mit 3000 neuen Wohnungen entstehen.
Vaitele hatte 2016 ca. 7972 Einwohner.

## Kultur
Im Ort gibt es die Kirche Vaitele Uta Methodist Church.
Am Südrand liegt der Komplex des Samoa Horse Racing Club.

## Klima
Das Klima ist tropisch heiß, wird jedoch von ständig wehenden Winden gemäßigt. Ebenso wie die anderen Orte von Samoa wird Vaitele gelegentlich von Zyklonen heimgesucht.